# قاذفة بي
قاذفة بي مسابقة لتصميم الطائرات العسكرية الألمانية تم تنظيمها قبل بداية الحرب العالمية الثانية مباشرة من أجل تطوير قاذفة قنابل عالية السرعة من الجيل الثاني للوفتفافه. ستكون التصميمات الجديدة خلفًا مباشرًا لفلسفة القاذفات السريعة من دورنير دو 17 ويونكرز يو 88، معتمدة على السرعة العالية كدفاع أساسي. ستكون القاذفة بي أيضًا طائرة أكبر وأكثر قدرة، مع نطاق وحمولة أكبر بكثير من القاذفات السريعة. كان الهدف من التصميم الفائز هو تشكيل العمود الفقري لقوة القاذفات في سلاح الجو الألماني، لتحل محل مجموعة واسعة من التصميمات شبه المتخصصة ثم تدخل الخدمة. كانت وزارة طيران الرايخ متفائلة لدرجة أن المشاريع الأخرى تم إلغاؤها عمومًا؛ عندما فشل المشروع، كانت الطائرات من هذه الفئة التي تمتلكها قد عفا عليها الزمن.

## خلفية
بحلول أواخر ثلاثينيات القرن الماضي، كانت أساليب إنشاء هياكل الطائرات قد تقدمت إلى الحد الذي يمكن فيه بناء هياكل الطائرات بأي حجم مطلوب، بناءً على تقنيات تصميم هياكل الطائرات المعدنية بالكامل التي ابتكرتها شركة هوغو يونكرز في عام 1915 وتحسنت باستمرار لأكثر من عقدين من الزمن - في ألمانيا مع طائرات مثل دورنير دو إكس وطائرة يونكرز جي.38، والاتحاد السوفيتي بطائرة توبوليف إيه إن تي-20، أكبر طائرة تم بناؤها في الثلاثينيات.